# Lamborghini Centenario
Lamborghini Centenario — среднемоторный полноприводный суперкар, выпущенный ограниченной серией в 40 экземпляров в честь 100-летнего юбилея создателя марки Lamborghini Ферруччо Ламборгини. Автомобиль был разработан студией дизайна Lamborghini Centro Stile и представлен в рамках Женевского автосалона в марте 2016 года. Всего было выпущено 20 купе и 20 родстеров, весь тираж был распродан.

## Описание
Суперкар, кузов которого представляет собой монокок из углеродного волокна, оснащён модернизированным V12 двигателем Lamborghini L539 весом 235 кг с рабочим объёмом 6,5 литра, мощность которого составляет 770 лошадиных сил (566 кВт) при 8500 об/мин. Крутящий момент равен 690 Н·м при 5500 оборотах в минуту. Время разгона автомобиля от 0 до 100 км/ч составляет 2,8 секунды, от 0 до 200 км/ч — 8,6 секунды, от 0 до 300 км/ч — 23,5 секунды. Максимальная скорость равна 350 км/ч. Для передачи мощности, которая распределяется между всеми колёсами, используется полуавтоматическая коробка передач ISR с 7 скоростями. В передней части суперкара установлены шины 255/30 ZR20, в задней — 355/25 ZR20.
Комбинированный расход топлива по заявлению компании составляет 13,6 литра на 100 км, в городе — 24,7 литра, по трассе — 10,7. Выброс загрязняющих веществ (CO2 равен 370 грамм/км, при этом автомобиль соответствует экологическим нормам Евро-6.

## Галерея

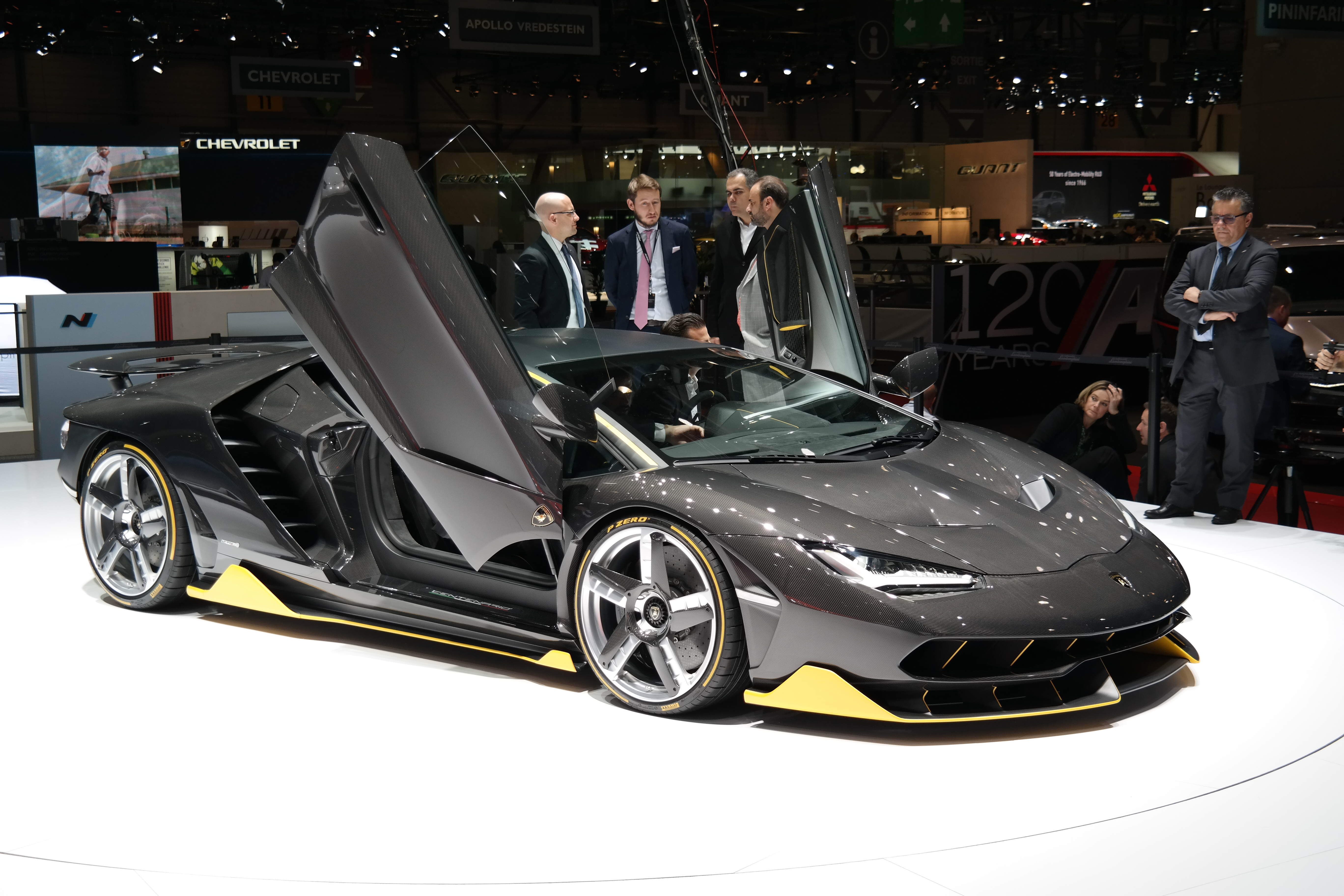
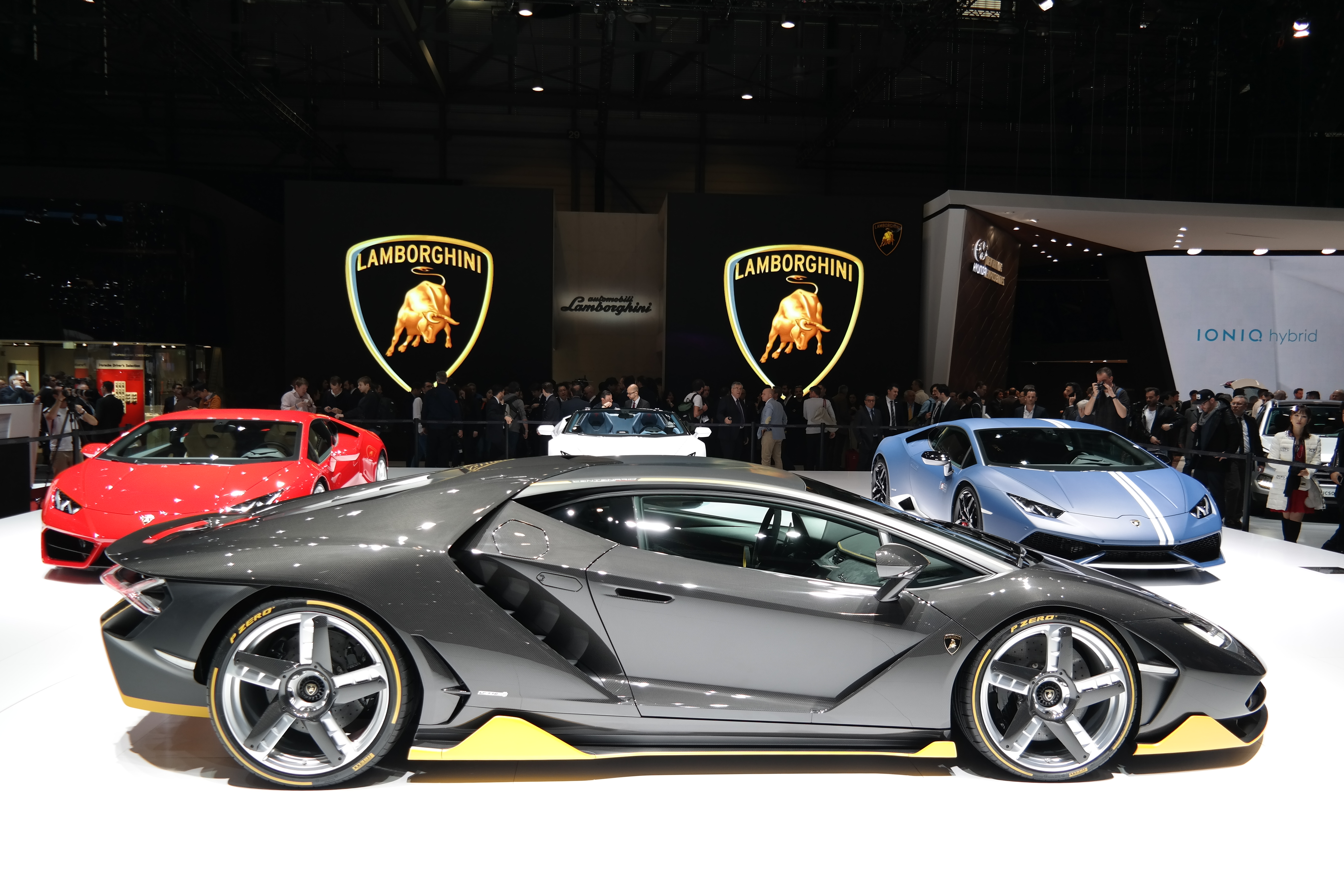
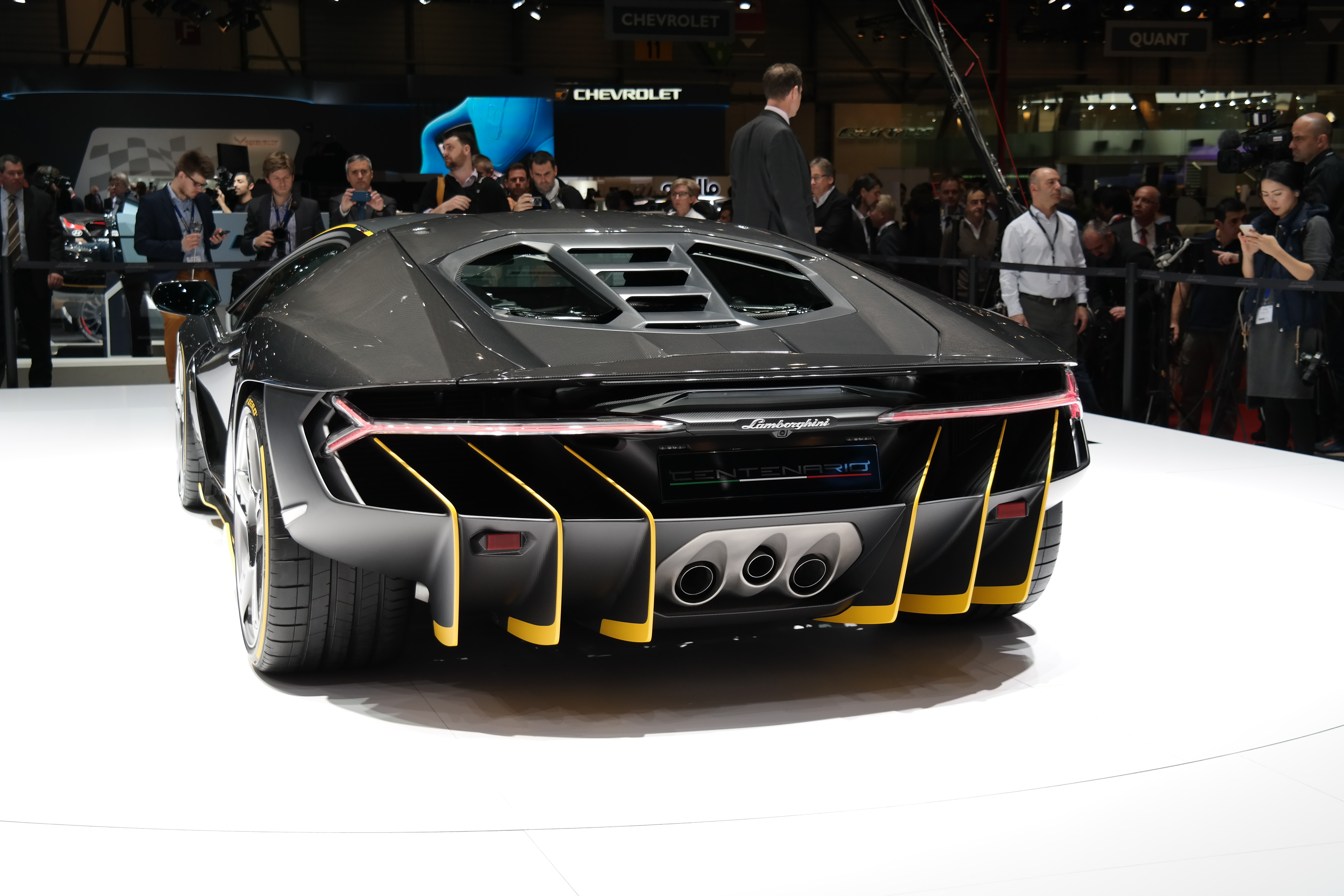